# Sajóvámos
Sajóvámos község Borsod-Abaúj-Zemplén vármegyében, a Miskolci járásban.

## Fekvése
A település viszonylag sík területen helyezkedik el. Határában több patak is folyik, így Diós-patak, a Hosszúvölgyi-patak és a Kis-Sajó. A község felszínének legelterjedtebb képződménye a folyami kavics.
A közúti kapcsolatok terén is szomszédosnak tekinthető települések: északnyugat felől Sajósenye (1 km), dél felől Sajópálfala (1 km), délnyugat felől pedig Szirmabesenyő (4 km).
Az előbbieken túlmenően határos még észak felől Boldvával, északkelet felől Alsóvadásszal, kelet felől Szikszóval, nyugat felől pedig Sajókeresztúrral is, de ezekkel nincsenek közvetlen közúti kapcsolatai.

### Megközelítése
Csak közúton érhető el, Felsőzsolca-Sajópálfala vagy Edelény-Boldva-Sajósenye felől egyaránt a 2617-es, Szirmabesenyő felől pedig a 2619-es úton.
Vasútvonal nem érinti, a legközelebbi vasúti csatlakozási lehetőséget a Miskolc–Bánréve–Ózd-vasútvonal Szirmabesenyő megállóhelye kínálja, mintegy 6 kilométerre délnyugatra.

## Története
A település első ismert említése 1219-ből, a Váradi regestrumból való. Az írott neve villa Vamus. A község az Ákos nemzetségbeli Bebek családnak a birtoka. A család Pelsőczi Bebeknek nevezte magát, de Sajóvámosról Vámosi előnevet is használt. A település a Bebekek uradalmának központja volt, várát is ők építették.
A 14. században a község neve nem változott: Vamus vagy Wamus névalakokat találunk a korabeli forrásokban, azonban megkülönböztetnek Bel- és Külvamust. 1320-ban a Bebekek birtokát felosztották, a későbbi időkben már több birtokosa volt a településnek. A község a 14. században már jelentős vámszedőhely. Jellemző fontosságára, hogy a vármegye többször is – 1343-ban, 1353-ban – itt tartotta közgyűlését. 1445. évi törvény is megengedte a Bebekeknek a vár fenntartását, a család továbbra is ura a településnek.
A 15. században a Csetneki család is birtokos lett, mert 1492-ben örökjogon magáénak mondta Vámost és tiltakozik az ellen, hogy ezt Szapolyaiak II. Ulászlótól vagy Beatrixtől elkérjék vagy megvásárolják. A tiltakozás eredménytelen volt, mert 1500-ban Szapolyai János birtokában találjuk Vámost.
Amikor I. Ferdinánd jutott trónra, Mária királyné Bethlenfalvi Thurzó Eleknek adományozta a Szapolyai-birtokokat. Sajóvámos ekkor már mezővárosi rangú település, s mint ilyet a következő évben Ferdinánd Azzwpathaki Hencz Máténak adományozta. A Bebek családon kívül tehát még két birtokosa lett a településnek, akik nemcsak a maguk birtokát igyekeztek megtartani, hanem erőszakkal is foglaltak el részeket, többek között Dercsényi Miklós birtokát. 1582-ben Rudolf magyar király Sajóvámost és Sajópálfalát Gyulay Jánosnak adta.
A 16. században a földesurai közül nagy szerepet játszott Mágócsy Gáspár, akinek a nevéhez fűződik a reformációnak a településen való nagyméretű elterjedése is.
Sajóvámos a török időben hódoltsági terület volt, bár egy része a szendrői várhoz tartozott, de a töröknek adózott. Bár a község rendszeresen fizette az adót, mégsem tudta elkerülni a legrosszabbat: 1599-ben Sajóvámos határában ütközet zajlott le a kassai parancsnok seregei és a törökök között. A csatát a törökök nyerték és Sajóvámost is feldúlták. A 17. századot követően a Mágócsyak mellett még több birtokosról emlékeznek meg a feljegyzések.
A 20. század első felében az Edelsheim-Gyulai család volt a község birtokosa. Ebben az időben a lakosság mezőgazdasági termelésből élt, felvevő piacot a közeli Miskolc jelentett. A község birtokosa, Edelsheim-Gyulai Lipót hatalmas gyümölcskertészetet is kialakított birtokain.

## Néprajz

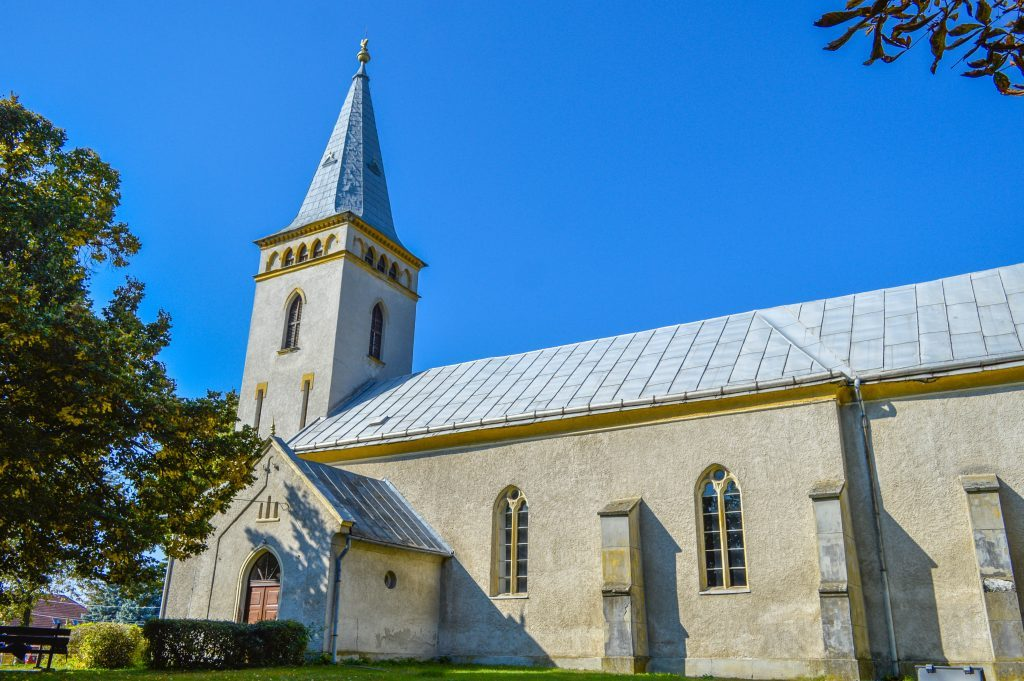
A műemlék református templom

Ipolyi Arnold szokás- és népmesegyűjteményéhez, Csaplár Benedeken keresztül Büttner Géza is szolgáltatott adatokat, nyitrai piarista diák korában.

## Közélete

### Polgármesterei
- 1990–1994: Komjáthy Lajosné (független)[4]
- 1994–1998: Komjáthy Lajosné (független)[5]
- 1998–2002: Komjáthy Lajosné (független)[6]
- 2002–2006: Komjáthy Lajosné (független)[7]
- 2006–2010: Komjáthy Lajosné (független)[8]
- 2010–2014: Komjáthy Lajosné (független)[9]
- 2014–2019: Váradi Lajos (független)[10]
- 2019–2024: Váradi Lajos (független)[11]
- 2024– : Váradi Lajos (Fidesz-KDNP)[1]

## Népesség
Sajóvámos a Miskolci járás tizenhatodik legnépesebb települése, kilencedik legnépesebb falva (39 településből).
A település népességének változása:
| Lakosok száma | 2176 | 2139 | 2122 | 2013 | 2007 | 2013 | 1996 |
|               | 2013 | 2014 | 2015 | 2021 | 2022 | 2023 | 2024 |

| Év                | Népesség | Lakások száma |
| ----------------- | -------- | ------------- |
| 2020              | 2 127 fő | 780           |
| 2019              | 2 132 fő | 780           |
| 2018              | 2 134 fő | 780           |
| 2017              | 2 150 fő | 780           |
| 2016              | 2 156 fő | 779           |
| 2015              | 2 200 fő | 779           |
| 2014              | 2 201 fő | 779           |
| 2013              | 2 203 fő | 779           |
| 2012              | 2 227 fő | 776           |
| 2011 Népszámlálás | 2 186 fő | 776           |
| 2010              | 2 227 fő | 779           |
| 2009              | 2 247 fő | 778           |
| 2008              | 2 256 fő | 776           |
| 2007              | 2 279 fő | 775           |
| 2006              | 2 266 fő | 773           |
| 2005              | 2 294 fő | 772           |
| 2004              | 2 303 fő | 768           |
| 2003              | 2 250 fő | 763           |
| 2002              | 2 243 fő | 763           |
| 2001 Népszámlálás | 2 246 fő | 764           |
| 2000              | 2 198 fő | 771           |
| 1999              | 2 195 fő | 766           |

### Népcsoportok
A település lakosságának 93%-a magyar, 0,8%-a cigány, 0,7%-a német és 0,6%-a más hazai nemzetiségűnek vallja magát, továbbá a település lakóinak 6,8%-a nem válaszolt a nemzetiségét firtató kérdésre. A vallási megoszlás a következő volt: római katolikus 39,6%, református 28,1%, görögkatolikus 11,8%, evangélikus 0,4%, felekezeten kívüli 4,5% (14,6% nem válaszolt)
2022-ben a lakosság 95,2%-a vallotta magát magyarnak, 0,5% cigánynak, 0,3% németnek, 0,2% románnak, 0,2% ruszinnak, 1,9% egyéb, nem hazai nemzetiségűnek (4,7% nem nyilatkozott; a kettős identitások miatt a végösszeg nagyobb lehet 100%-nál). Vallásuk szerint 28,7% volt római katolikus, 23,4% református, 11% görög katolikus, 0,6% egyéb keresztény, 0,1% evangélikus, 0,1% ortodox, 6,2% felekezeten kívüli (29,7% nem válaszolt).

## Galéria

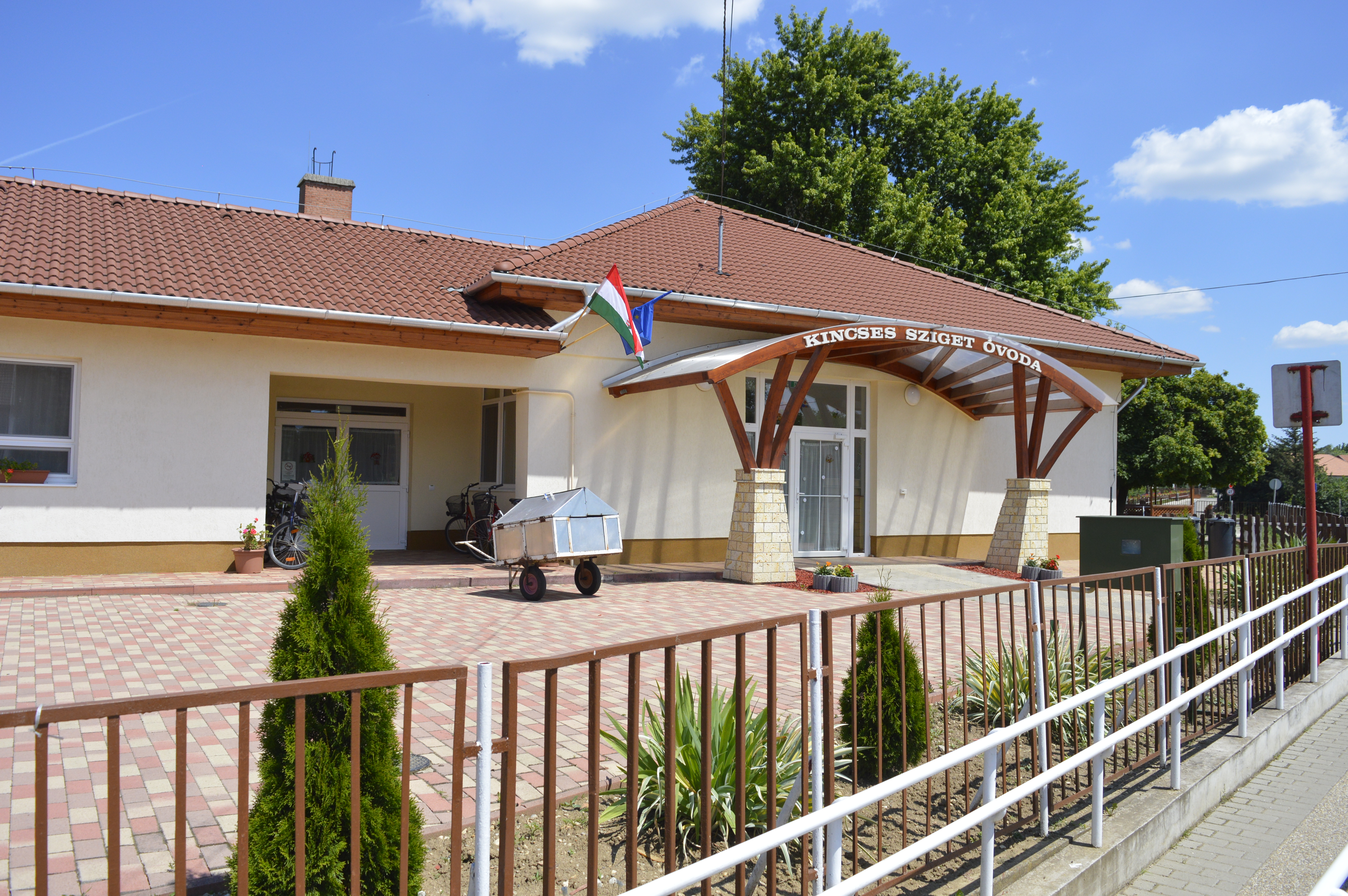
Kincses Sziget Óvoda
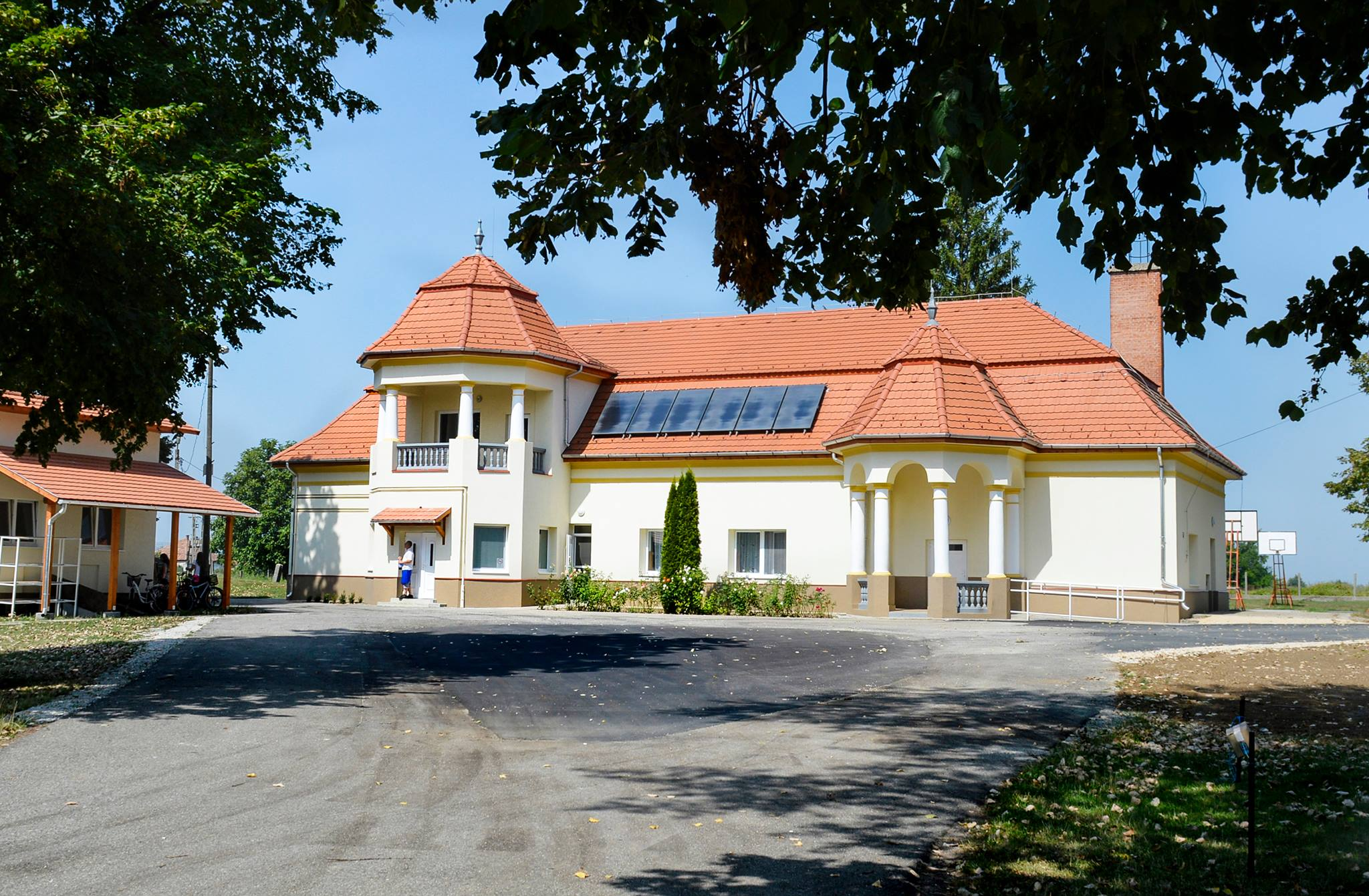
Szőke-kastély
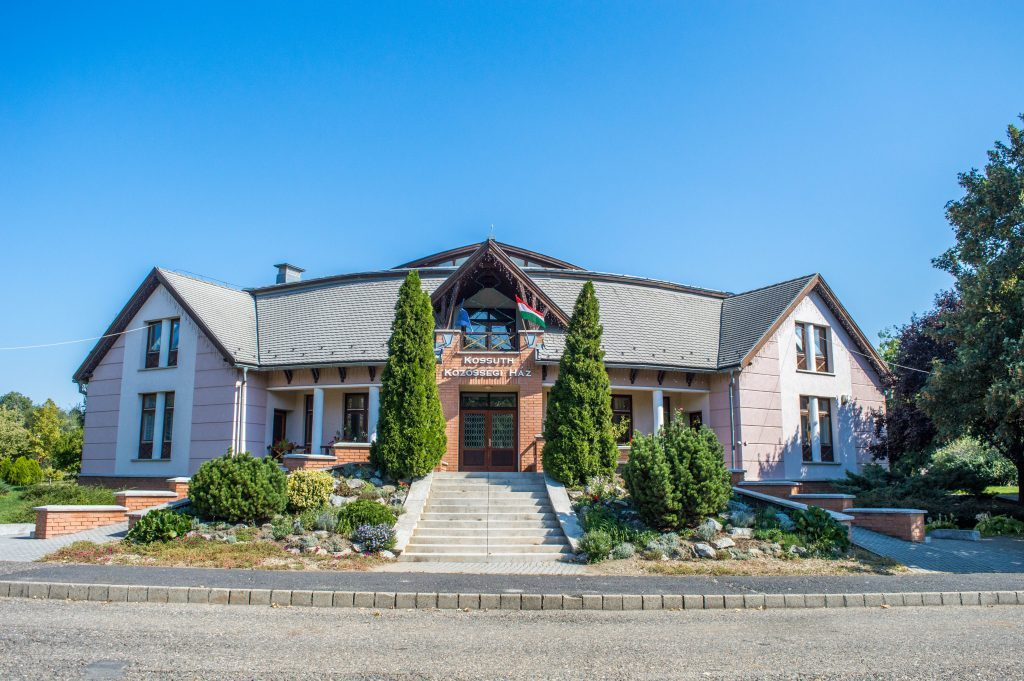
Kossuth Közösségi Ház
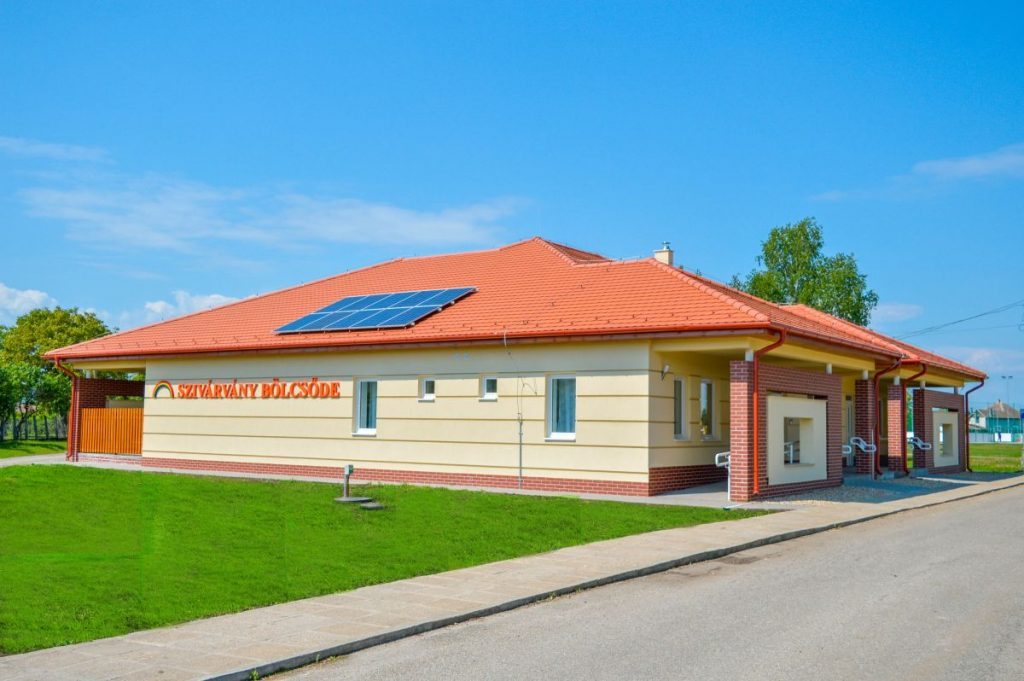
Szivárvány Bölcsőde
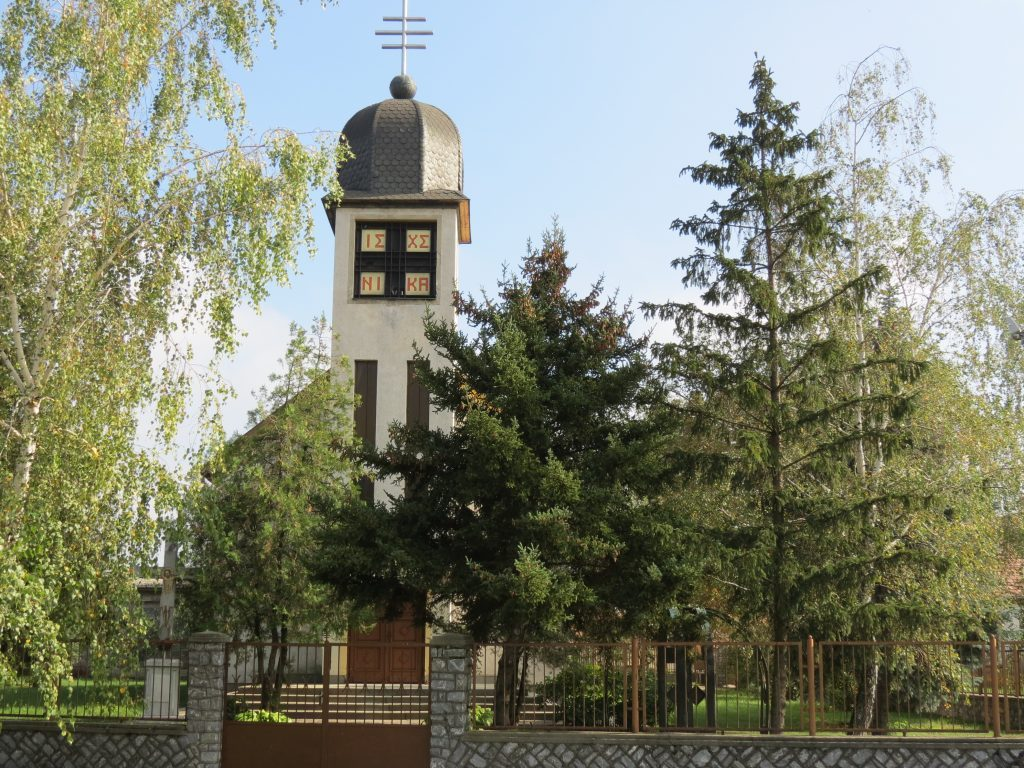
Görögkatolikus templom
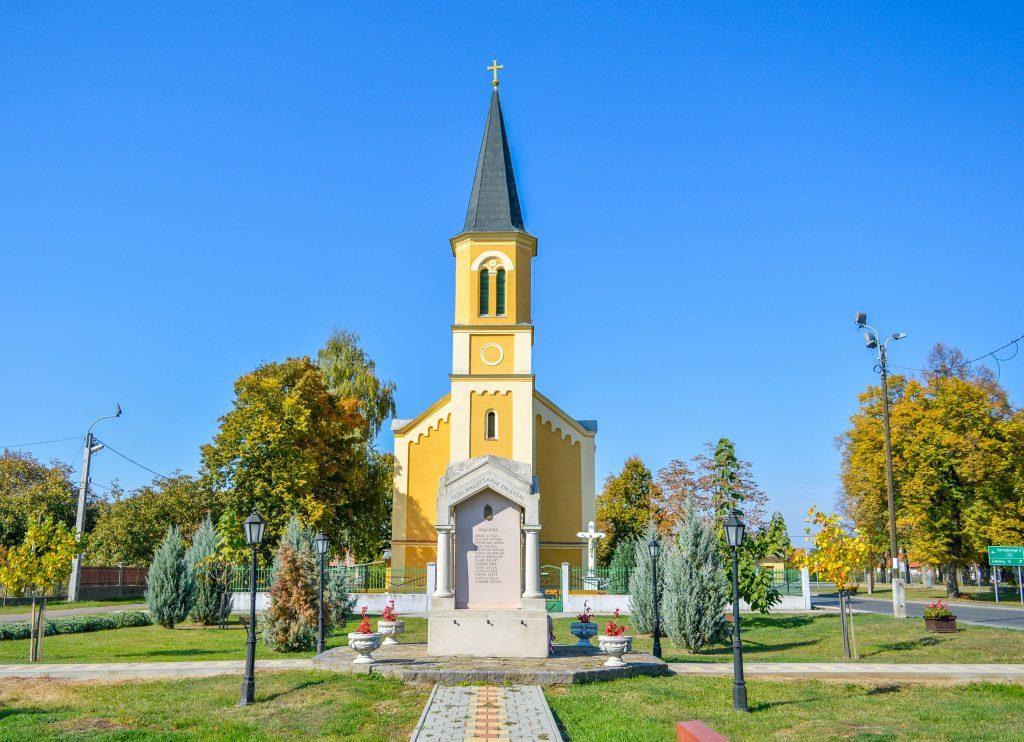
Római Katolikus templom
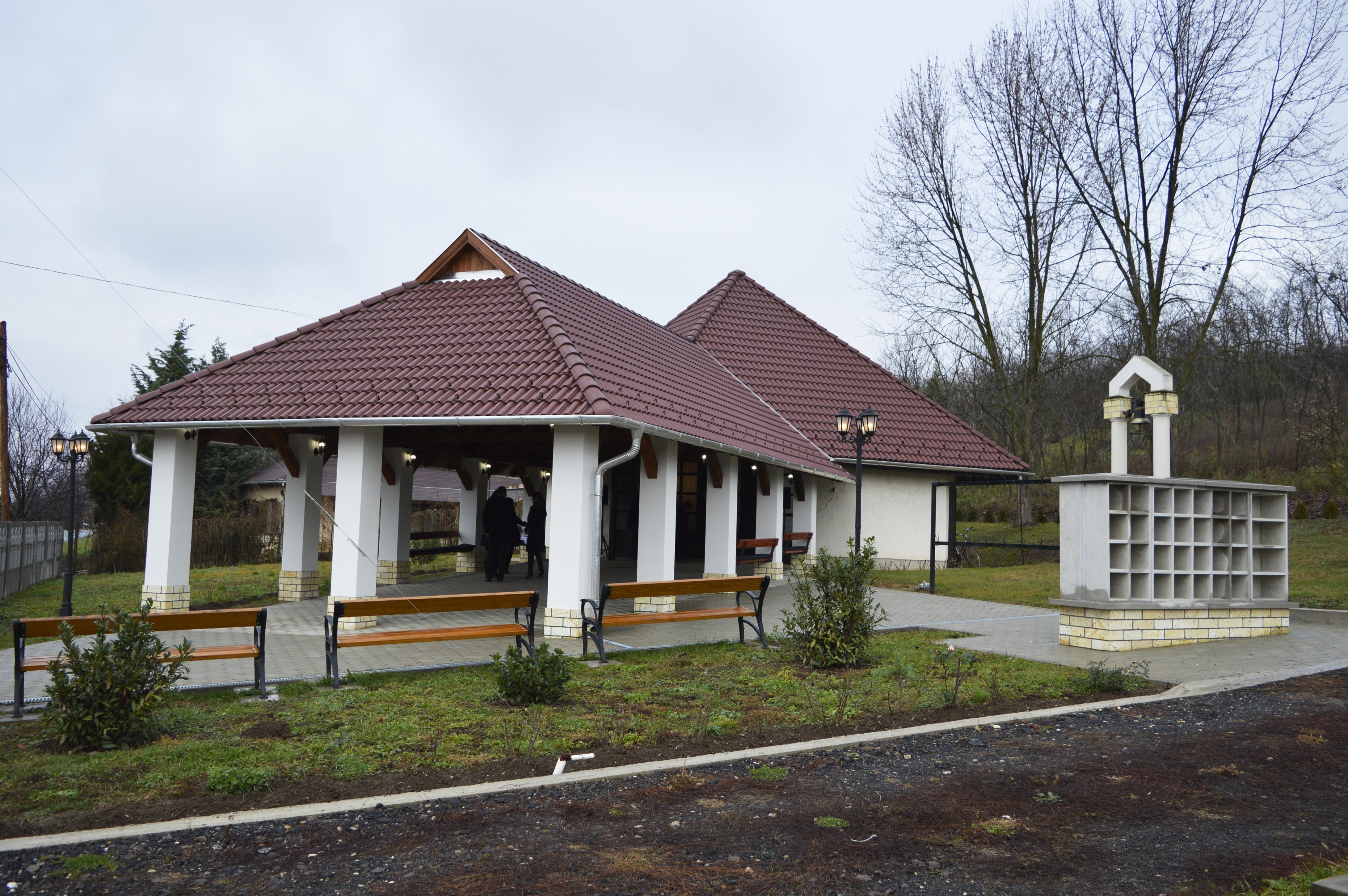
Egyházi Ravatalozó
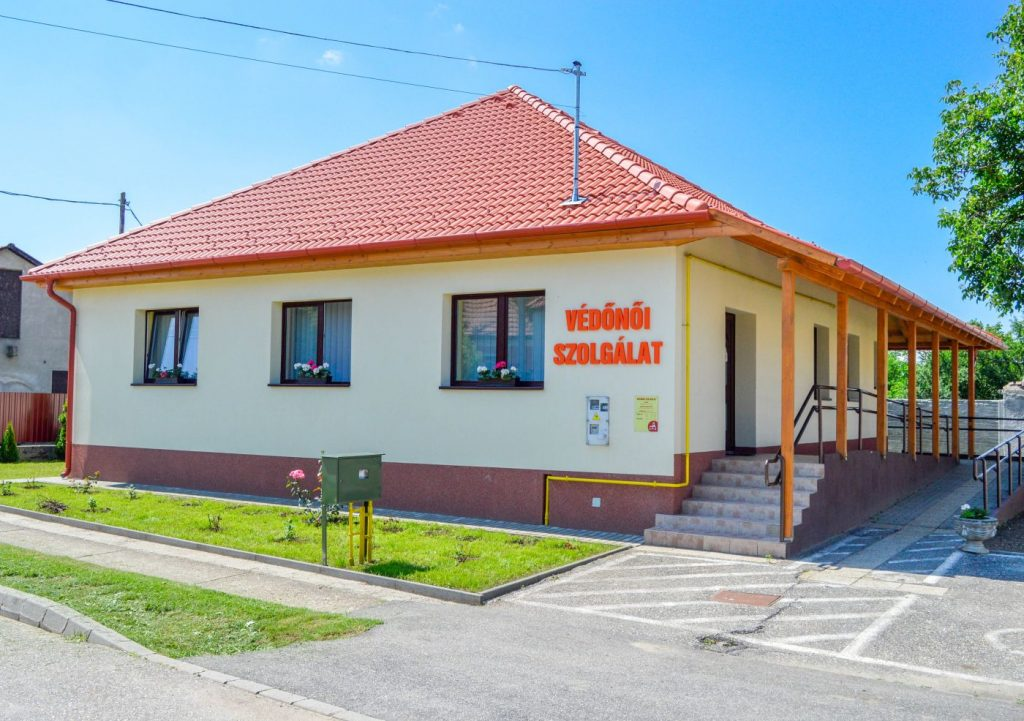
Védőnői Tanácsodó
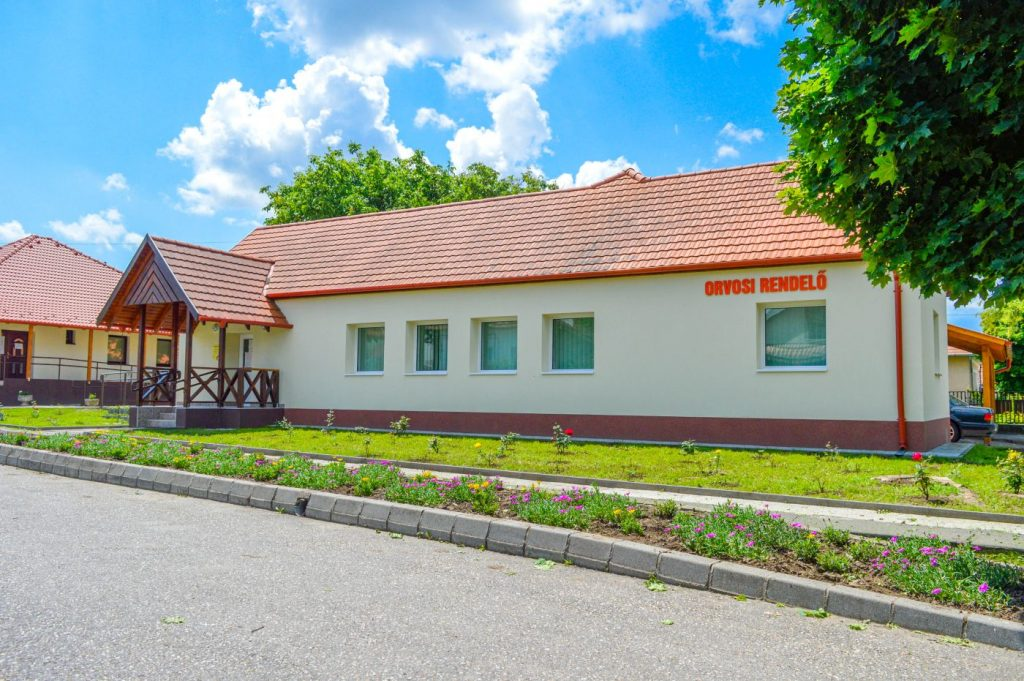
Orvosi Rendelő
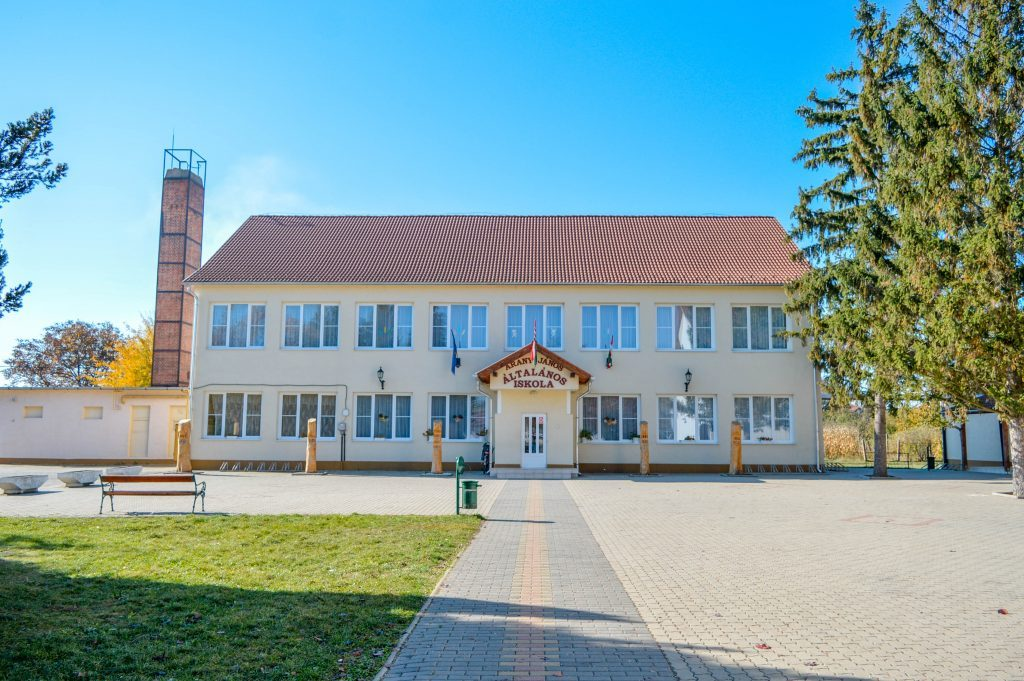
Arany János Általános Iskola

## Vallás
A község lakóinak:
- 39,6%-a római katolikus
- 28,1%-a református
- 11,8%-a görögkatolikus
- 0,4%-a evangélikus
- 1%-a egyéb vallási közösséghez, felekezethez tartozik
- 4,5%-a vallási közösséghez, felekezethez nem tartozik
- 14,6%-a nem kívánt válaszolni, nincs válasz

## Testvértelepülés
- Vámosladány, Szlovákia (2011).[15]

## Nevezetességei
- Gótikus eredetű műemlék református templom, épült a 15. században